# Chênehutte-Trèves-Cunault
Chênehutte-Trèves-Cunault é uma ex-comuna francesa na região administrativa da Pays de la Loire, no departamento de Maine-et-Loire. Estendeu-se por uma área de 27,61 km². Em 2010 a comuna tinha 1 038 habitantes (densidade: 37,6 hab./km²).
Em 1 de janeiro de 2016 foi fundida com as comunas de Gennes, Grézillé, Saint-Georges-des-Sept-Voies e Le Thoureil para a criação da nova comuna de Gennes-Val-de-Loire.